# 中央ギリシャ
中央ギリシャ（ちゅうおうギリシャ、Στερεά Ελλάδα / Stereá Elláda）は、ギリシャ中部を指す地域名称（地理的な地方）であり、またギリシャ共和国の広域自治体であるペリフェリア（地方）のひとつである。ペリフェリアの首府はラミア。
地理的な地方としての「中央ギリシャ」 (Central Greece) は、ペリフェリアとしての中央ギリシャ地方 (Central Greece (region)) よりも広い範囲を指し、アテネを含むアッティカ地方や、イオニア海に面したエトリア＝アカルナニア県（西ギリシャ地方）も含んでいる。

## 名称
ステレア・エラダ（Στερεά Ελλάδα / Stereá Elláda）、あるいはカサレヴサ（共通文語）でステレア・エラス（Στερεά Ελλάς / Stereá Ellás）は、英語で Continental Greece あるいは Mainland Greece にあたる意味の言葉であり、日本語で「大陸ギリシャ」や「ギリシャ本土」などの表記が行われることもある。この場合の「ギリシャ本土」は、ペロポネソス半島と対比した表現である（島嶼部と対比した「ギリシャ本土」という用法とは異なる）。
地域名称としては英語の Central Greece にあたる Κεντρική Ελλάδα / Kentrikí Elláda も用いられることがある。古くは Χέρσος Ελλάς / Chérsos Ellás とも呼ばれた。
また、この地域を指す言葉としてはルメリ（Ρούμελη / Roúmeli）がある。ルメリは本来さらに広い範囲を指す概念であったが、「ペロポネソス」（モレア）との対比で「中央ギリシャ」がルメリと呼ばれるようになった。

## 地理

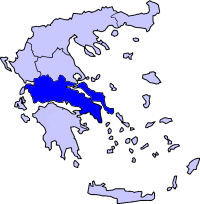
地理的地方としての「中央ギリシャ」

### 位置
現行の行政区画（ペリフェリア）としての中央ギリシャ地方（Περιφέρεια Στερεάς Ελλάδας）は、地理的な「中央ギリシャ」の東側を占める。北はテッサリア地方に、東南はアッティカ地方に、西は西ギリシャ地方（エトリア＝アカルナニア県）に接しており、南に面したコリント湾を挟んで、ペロポネソス地方（ペロポネソス半島）と向き合っている。東はエーゲ海に面し、ギリシャ第二の大きさを持つ島であるエヴィア島（古名: エウボイア島）をその領域に含む。面積は15,549 km2、人口は508,254人（2021年）。
1987年まで行政区画としても用いられた、地理的な地方としての「中央ギリシャ」は、アテネ首都圏を含み、西はイオニア海に至る。面積は 24,818.3 km2、人口は 4,591,568人（2001年）。1832年に独立した当時のギリシャの国土は、地理的な「中央ギリシャ」と「ペロポネソス」、およびいくつかの島から成っていた。

### 地勢

ピンドゥス山脈と「中央ギリシャ」の山々

ペリフェリアの西部から中部は、アルバニア国境付近から続くピンドス山脈（ピンドゥス山脈）が走っており、ギリシャでは最も山地の占める割合の多い地方である。ギリシャ第5位の高さを持つギオナ山（Γκιώνα、2,510m）のほか、ヴァルドゥシア山（Βαρδούσια、2,495m）、パルナッソス山（2,457m）、ティムフリストス山（Τυμφρηστός、2,315m）、イティ山（Οίτη、2,152m）がある。
主要な川にはスペルヒオス川（Σπερχειός）やモルノス川（Μόρνος）がある。モルノス川のモルノス貯水池は、地域の水がめとなっている。
- ギオナ山
- ヴァルドゥシア山
- モルノス貯水池

### 気候
気候は地中海性気候の内陸部の特徴を示し乾燥した気候である。

### 主要な都市
1万人以上の都市には以下がある。
- ハルキダ （エヴィア県ハルキダ市） - 53,584人
- ラミア （フティオティダ県ラミア市） - 46,406人
- ティーヴァ （ヴィオティア県ティーヴァ市） - 21,211人
- リヴァディア （ヴィオティア県リヴァディア市） - 20,061人

中央ギリシャ地方最大の町は、エウボイア島にあるハルキダである。ペリフェリアの首府で北部に位置するラミアがこれに次ぐ。
- ラミア
- ハルキダ
- リヴァディア

## 行政区画

### 県（ペリフェリアキ・エノティタ）
中央ギリシャ地方は、以下の5つの行政区（ペリフェリアキ・エノティタ）から構成されている。これらの地区は、カリクラティス改革（2011年1月施行）以前は自治体としての県（ノモス）であった。
|   | 行政区名       | 綴り      | 政庁所在地   | 面積 Km² | 人口 （2021年） |
| - | -------------- | --------- | ------------ | -------- | --------------- |
| 1 | エヴィア       | Εύβοια    | ハルキダ     | 4,167    | 210,778         |
| 2 | エヴリタニア   | Ευρυτανία | カルペニシ   | 1,869    | 17,428          |
| 3 | フォキダ       | Φωκίδα    | アンフィサ   | 2,120    | 36,199          |
| 4 | フティオティダ | Φθιώτιδα  | ラミア       | 4,441    | 137,793         |
| 5 | ヴィオティア   | Βοιωτία   | リヴァディア | 2,952    | 106,056         |

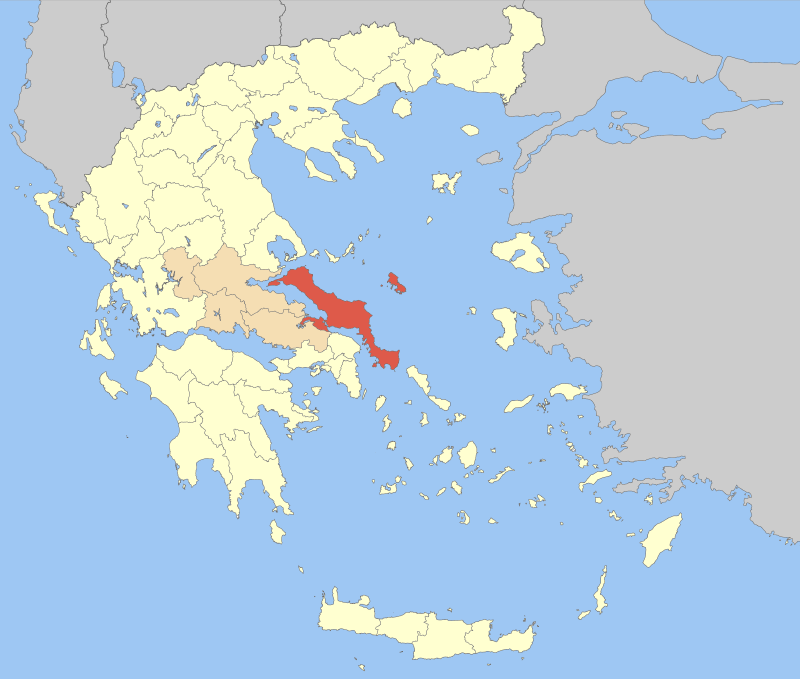
エヴィア県
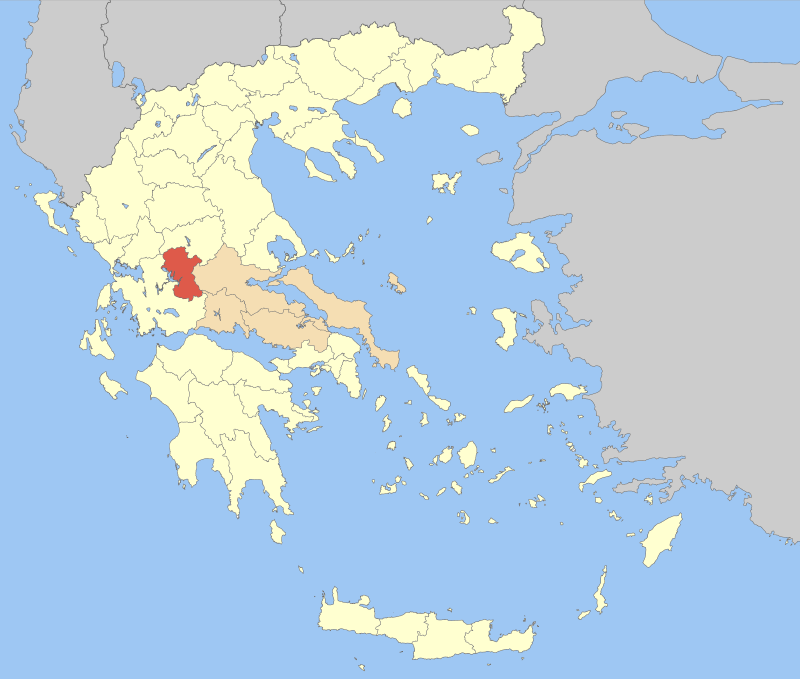
エヴリタニア県
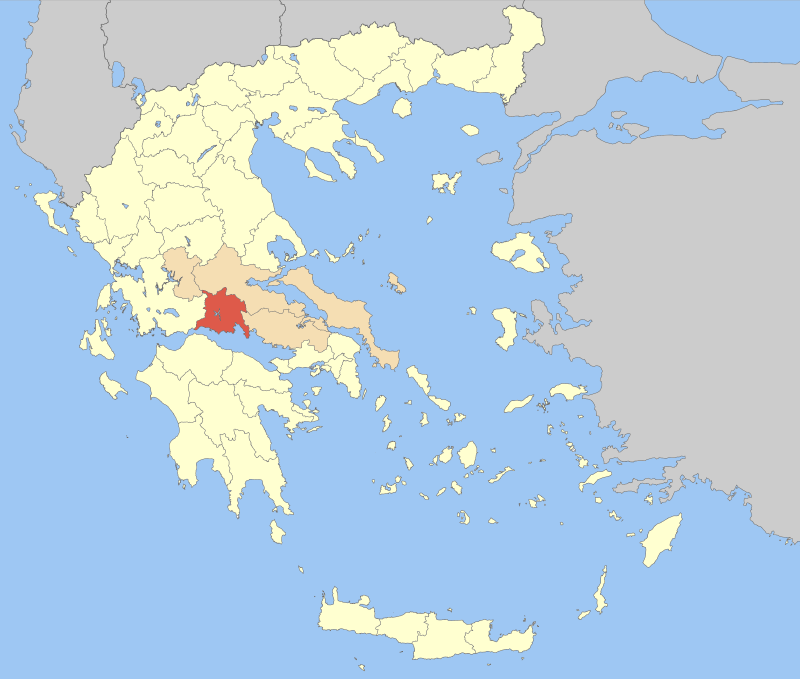
フォキダ県
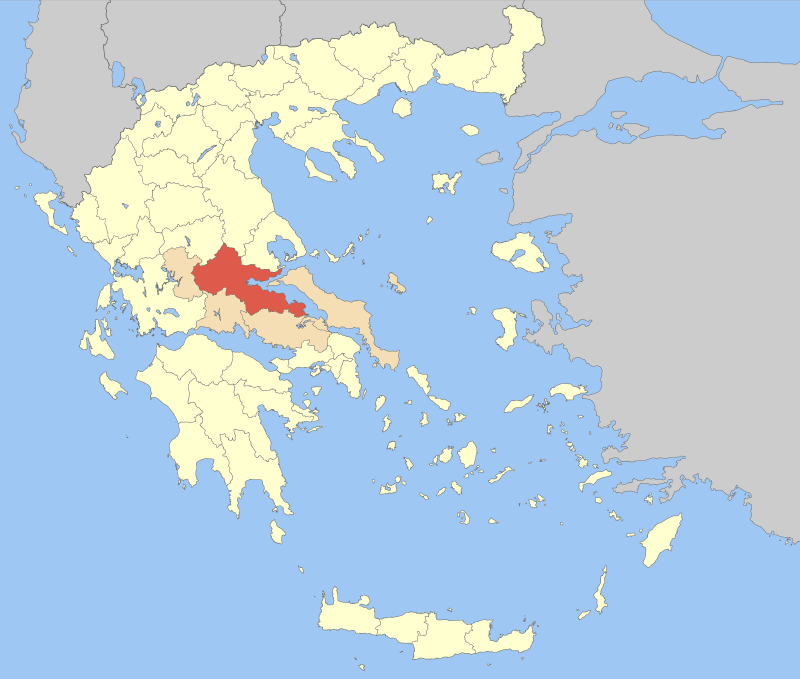
フティオティダ県
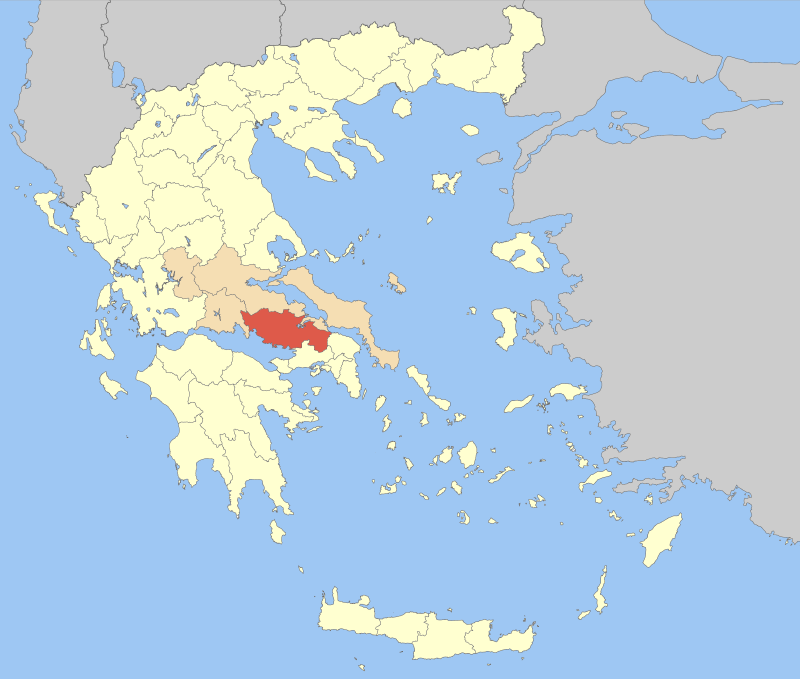
ヴィオティア県

### 市（ディモス）
中央ギリシャ地方には、基礎自治体である市（ディモス）が25ある。
| - エヴィア県 - ハルキダ（ハルキス） - ディルフィス＝メサピア - エレトリア - イスティエア＝エディプソス - カリストス - キミ＝アリヴェリ - マンドゥディ＝リムニ＝アヤ・アンナ - スキロス - エヴリタニア県 - カルペニシ - アグラファ - フォキダ県（フォキス県） - デルフィ - ドリダ | - フティオティダ県 - ラミア - アンフィクレイア＝エラティア - ドモコス - ロクロイ - マクラコミ - モロス＝アイオス・コンスタンディノス - スティリダ - ヴィオティア県 - リヴァディア - アリアルトス - ディストモ＝アラホヴァ＝アンディキラ - ティーヴァ（テーベ） - オルホメノス - タナグラ |

## 註
1. 1 2  “ΑΠΟΤΕΛΕΣΜΑΤΑ* ΑΠΟΓΡΑΦΗΣ ΠΛΗΘΥΣΜΟΥ ΚΑΤΟΙΚΙΩΝ ΕΛΣΤΑΤ 2021”. ギリシャ国家統計局 (2023年3月17日). 2024年6月12日閲覧。